# 4290 Heisei
4290 Heisei este un asteroid din centura principală, descoperit pe 30 octombrie 1989 de Tsutomu Seki.